# Línia espectral

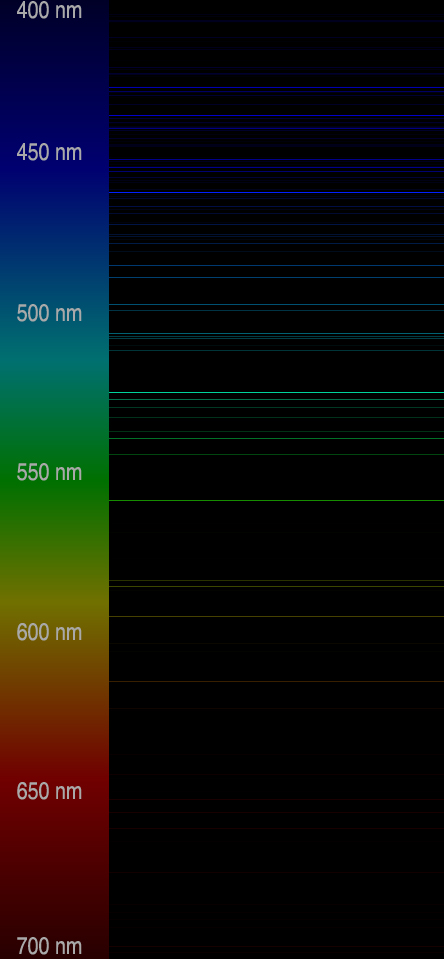
Línes espectrals del cesi

Una línia espectral  és una línia fosca o clara en un espectre òptic, resultant d'un excés o deficiència de fotons en un rang de freqüències estret.
Les línies espectrals són el resultat de la interacció entre un sistema quàntic (usualment àtoms, però de vegades molècules o nuclis atòmics) i fotons individuals. Quan un fotó té l'energia exacta per a induir un canvi en l'energia del sistema (en el cas d'un àtom això és normalment un electró que canvia de configuració orbital, el fotó és absorbit. Després serà emès un altre cop espontàniament, en la mateixa freqüència de l'original o bé en cascada, de manera que la suma de les energies dels fotons emesos serà la mateixa que la de l'absorbit. La direcció dels nous fotons no estarà correlacionada amb la direcció del fotó original.
Depenent de la geometria del gas, de la font de fotons i l'observador, una es pot produir una línia d'emissió o una línia d'absorció . Si el gas està entre la font del fotó i l'observador, el darrer observarà una disminució en la intensitat de la llum en la freqüència del fotó incident, ja que els fotons reemessos seran en direccions diferents de l'original. Això és una línia d'absorció. Si l'observador veu el gas, però no la font original de fotons, només veurà fotons reemessos en un rang estret de freqüències. Això serà una línia d'emissió.
L'absorció i l'emissió de línies són altament específiques dels àtoms, i es poden usar fàcilment per a identificar la composició química de qualsevol medi que permeti el pas de la llum (gas normalment). També depèn de les condicions físiques del gas, de manera que s'usen per a determinar la composició química dels estels i altres cossos celestials, que no es poden analitzar per altres mitjans (i també es pot obtenir informació de les seves característiques físiques).
A més de la interacció àtom-fotó, altres mecanismes poden produir línies espectrals. Depenent de la interacció física exacta (amb molècules, partícules individuals, etc.) la freqüència dels fotons involucrats pot variar molt, i les línies es poden observar en tot l'espectre electromagnètic, des d'ones de ràdio fins a raigs gamma.
Una línia s'estén a un rang de freqüències, no una sola freqüència. Les raons per aquest "eixamplament" són:
- Eixamplament Natural: El principi d'incertesa relaciona la vida d'un estat excitat amb la precisió de l'energia, de manera que el mateix nivell excitat tindrà energies lleugerament diferents a diferents àtoms.
- Eixamplament de Doppler: Els àtoms tenen diferents velocitats, de manera que "veuran" els fotons "desplaçats" cap al vermell o cap al blau, absorbint fotons de diferents energies en el marc de referència de l'observador. Quan més alta és la temperatura del gas, més grans són les diferències de velocitat (i les velocitats), i més ampla és la línia.
- Eixamplament per Pressió: La presència d'altres àtoms "desplaça" l'energia dels diferents nivells energètics que originen les línies. Aquest efecte depèn de la densitat del gas.